# اوتشونك (جمع أبرود)
اوتشونك (بالفارسية: اوچونک) هي قرية تقع في إيران في قسم جمع أبرود الريفي. يقدر عدد سكانها بـ 598 نسمة بحسب إحصاء 2016.